# Loi de Godwin
La loi de Godwin est un « contre mème » énoncée en 1990 par Mike Godwin, avant d'être perçue comme une loi empirique relative au réseau Usenet, puis étendue à Internet. Elle peut être formulée de la sorte : 

« Plus une discussion en ligne se prolonge, plus la probabilité d'y trouver une comparaison impliquant les nazis ou Adolf Hitler s’approche de un. »

Dans un débat, atteindre le point de Godwin revient à signifier à son interlocuteur que son crédit est dorénavant compromis par sa vérification de la loi de Godwin. Par extension, du fait de la polysémie du mot « point » (signifiant à la fois « argument » et « point », tant en anglais qu'en français), des « points de Godwin » sont parfois attribués à cet interlocuteur.
Au départ relative aux discussions sur des forums virtuels, la loi de Godwin peut s'appliquer à tout type de conversation ou débat ; l'un des interlocuteurs atteint le point de Godwin lorsqu’il en réfère au nazisme, à Hitler ou à la Shoah, pour disqualifier l’argumentation de son adversaire.
Godwin distingue cette loi de l'erreur logique désignée par la pseudo-locution latine reductio ad Hitlerum, attestée depuis les années 1950, qui est une spécialisation de l’argumentum ad hominem et de l’argumentum ad personam, locutions antérieures. La loi de Godwin introduit l'idée selon laquelle un tel argument est inévitable dans un débat qui s'éternise.

## Concept

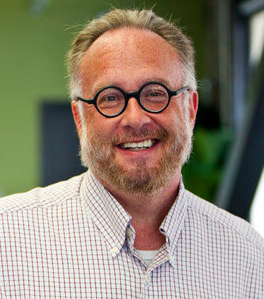
Mike Godwin en 2010.

Ce procédé est fréquemment employé comme argument de combat politique,,,,. Prenant acte du progrès technologique, la loi de Godwin a pour objet l'emploi de ce procédé sur l'Internet.
La loi de Godwin repose sur l'hypothèse selon laquelle une discussion qui dure peut amener à remplacer des arguments par des analogies extrêmes. L'exemple le plus courant consiste à comparer le thème de la discussion avec une opinion nazie ou à traiter son interlocuteur de nazi. En l'absence de précision de Mike Godwin sur les extensions possibles, on hésite à parler de point de Godwin pour une comparaison avec tout régime dictatorial autre que le nazisme.
Si le sujet de la discussion était très éloigné d'un quelconque débat idéologique, alors une comparaison de ce genre est considérée comme un signe d'échec de la discussion. On estime donc qu'il est temps de clore le débat, dont il ne sortira plus rien de pertinent : on dit que l'on a atteint le point de Godwin de la discussion.
Le point de Godwin peut être introduit par des sophismes consistant à extrapoler excessivement les implications du point de vue adverse (raisonnement de la pente savonneuse) ou à prêter à l'interlocuteur des intentions qu'il n'a pas (sophisme de l'épouvantail). Le point de Godwin peut également être provoqué sciemment par un troll. Mais en toutes hypothèses, l'argument du point de Godwin est toujours un syllogisme qui repose sur un dévoiement logique du procédé de comparaison.

## Critique du concept et définition de sa nature réelle
En philosophie logique, l'atteinte du point de Godwin n'exprime pas nécessairement l'épuisement préalable de tous les stratagèmes de conviction possibles. En effet, la dialectique éristique, au carrefour de la dialectique et de la sophistique, répertorie trente-six stratagèmes rhétoriques qui ne se limitent pas aux seuls sophismes et extrapolations. De ce point de vue, la loi de Godwin n'est pas une découverte scientifique originale s'agissant de l'identification de l'argument d'interruption de la controverse car la philosophie a analysé et systématisé ces procédés près d'un siècle auparavant. En revanche, son innovation réside dans le fait de s'appliquer aux discussions entre internautes et de s'exprimer sous la forme d'une hypothèse probabiliste.
Par ailleurs, la loi de Godwin n'a de validité ni démontrée ex nihilo ni par l'expérimentation — et ne peut donc revendiquer la validité d'une loi de probabilité — pour au moins trois raisons :
- D'une part, parce qu'une conversation sur Internet peut durer sans que ses interlocuteurs soient nécessairement portés à la faire dériver jusqu'à un point de blocage exprimé par une référence à Adolf Hitler ou aux nazis, ne serait-ce que si cette discussion est consensuelle ou si les interlocuteurs se considèrent mutuellement avec respect ou encore s'ils veillent ensemble au caractère rationnel et objectif de leurs arguments et, enfin, si l'interruption de l'échange a une cause étrangère à un désaccord. Dès lors, il n'y a pas de corrélation nécessaire entre durée de l'échange et probabilité qu'il se conclue par la fascisation d'un interlocuteur ;

- D'autre part, parce que l'interruption de mauvaise foi d'une discussion sur Internet peut survenir par l'invocation d'une autre analogie que celle avec le nazisme. Par exemple, l'observation empirique des débats sur Internet conduit à constater qu'un effet analogue de rupture du dialogue est produit par l'allégation de « bourgeois-bohème » ou « bobo »[14]. voire en 2020 d'antivax. Dès lors, il n'y a pas de corrélation nécessaire entre interruption du dialogue et analogie avec Adolf Hitler ou les nazis ;

- Enfin, parce que Mike Godwin n'a pas publié de travaux scientifiques visant à établir la validité de son hypothèse, ne serait-ce que comme loi empirique, et qu'aucun travaux de démonstration ni d'expérimentation n'ont davantage été publiés par des scientifiques.

En ce sens, la loi de Godwin — dont l'auteur est avocat et non pas mathématicien — est, par son manque de scientificité, constitutive d'un abus au sens donné à ce terme par les physiciens et épistémologues des sciences, Alan Sokal et Jean Bricmont dans leur ouvrage Impostures intellectuelles : sa formulation laisse croire à l'existence d'une loi mathématique alors qu'il s'agit d'une hypothèse en sciences humaines et sociales. La dénonciation d'un tel relativisme épistémologique est prolongée dans l'ouvrage Prodiges et vertiges de l'analogie du philosophe Jacques Bouveresse ; au regard de cette analyse philosophique, l'absence de toute scientificité de la loi de Godwin est confirmée. L'inscription commune de cette dernière dans le registre de la novlangue médiatique est au demeurant un indice de son absence de validité conceptuelle véritable. Tout au plus le vocable loi de Godwin, popularisé par les journalistes et les chroniqueurs, a-t-il une valeur illustrative, simplificatrice et didactique, dès lors qu'il est plus immédiatement intelligible dans le langage courant que celui, plus soutenu, de Reductio ad Hitlerum.
En réalité, la loi de Godwin est une conjecture — non mathématique — relevant de la sociologie,. Dans cette perspective, la popularité de la loi de Godwin peut être considérée comme

« un révélateur parmi d'autres de la fragilité de notre société, de son incapacité à se doter de référents universels clairs, et de notre propension à refouler une tendance humaine lourde et enfouie à aimer malgré nous la force, la consistance et le pouvoir dont les régimes totalitaires axés sur la volonté de puissance constituent les effrayants paroxysmes. »

## Point Godwin

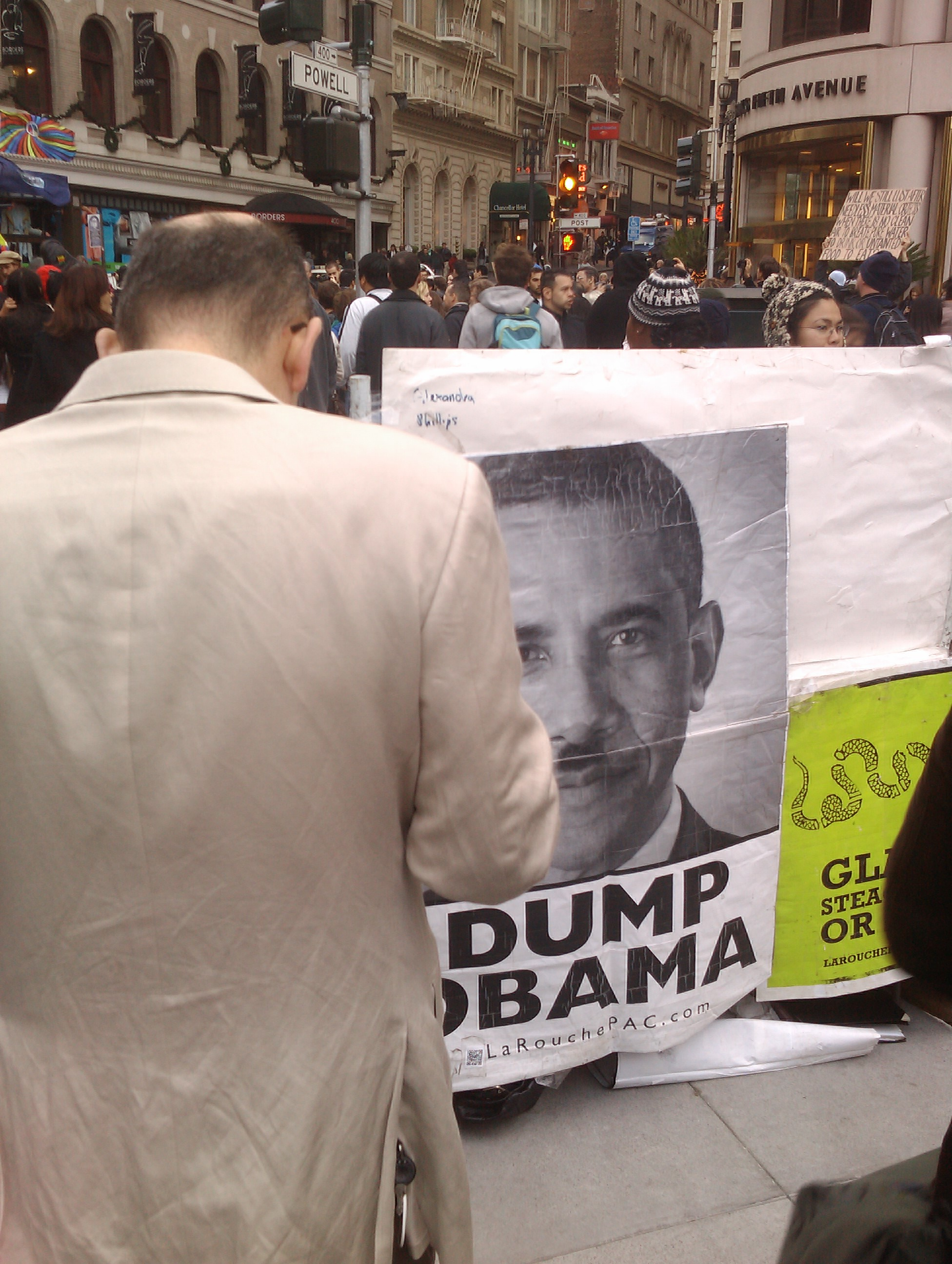
Affiche électorale anti-Obama, représentant ce dernier en Hitler.

Selon Mike Godwin, l'expression « point Godwin » s'est développée dans les milieux francophones :
« Pour être tout à fait clair, j’ai inventé la « loi de Godwin », pas « le point Godwin » – cette expression s’est développée chez les francophones. Ceux-ci parlent de « point Godwin » quand ils atteignent, dans la discussion, le stade de la comparaison avec les nazis : ils se décernent même des « points Godwin » par dérision ! J’apprécie cette inventivité linguistique mais, à ma connaissance, cette expression est propre aux francophones. »

### Dans les forums Internet
Bien que le point de Godwin ait originellement le sens de « point de non-retour », les francophones jouent sur deux sens du mot « point », qui peut désigner :
- soit le moment de la discussion auquel le dérapage survient ; dans ce sens du terme, on atteint le point Godwin ;
- soit le point en tant que récompense ou mauvais point attribué au participant qui aura permis de vérifier la loi de Godwin en venant mêler Adolf Hitler, le nazisme ou toute idéologie extrémiste à une discussion dont ce n'est pas le sujet ; dans ce sens du terme, on marque ou gagne un point de Godwin.

Ainsi, un participant peut décerner à un autre un point de Godwin si celui-ci laisse un message vérifiant la loi de Godwin. Ce mauvais point peut être matérialisé en art ASCII, comme s'il s'agissait d'un document établi sur papier. Certains contributeurs ajoutent par dérision que ledit point doit être découpé sur l'écran au moyen d'un burin et d'un marteau. Dans les espaces de discussion prenant en charge les images, la forme ASCII reste usitée, mais d'autres formes sont utilisées, du smiley à la médaille.
C'est d’ailleurs des forums Usenet qu’est tirée la loi, énoncée initialement (en anglais) par le contributeur Usenet qui l’a signée ainsi avec son titre original :
« Godwin's Rule of Nazi Analogies: As a Usenet discussion grows longer, the probability of a comparison involving Nazis or Hitler approaches one. »
« Loi de Godwin sur les analogies nazies : plus une discussion Usenet dure, plus la probabilité d’y voir une comparaison impliquant les nazis ou Hitler tend vers 1 »
— Traduction libre.
C’est à la suite de cette « loi » que les points de Godwin ont commencé à être envoyés en retour à certains utilisateurs Usenet tombés à court d’arguments valables et qui ont utilisé hors de propos de telles analogies faciles et extrêmes en croyant que c’était imparable.
Recevoir un point de Godwin devrait faire réaliser qu’on a été ridicule dans son argumentation. Pour les autres contributeurs qui assistent à cette « remise de prix » publique, c’est un moyen de reconnaître ceux dont on peut ignorer l’argumentation infondée. Celui qui reçoit ce point au mieux s’arrête de polémiquer car il réalise qu’il est ridicule ou continue sur sa lancée et risque alors de ne plus être entendu du tout. C’est aussi un signal donné aux autres qu’il est inutile et même non souhaitable de continuer à répondre à ses messages sur le sujet disputé.
Atteindre le point de Godwin signale qu'il est temps de clore une discussion devenue définitivement stérile, ou recentrer le sujet ou en changer pour se focaliser sur quelque chose de plus précis et de plus facilement décidable, après avoir fait le tri entre les quelques thèses qui peuvent aboutir à quelque chose. Pour cela, chacun sur le forum est censé se modérer sur le sujet, faire le tri entre ses propres arguments passés et futurs, en faire la synthèse sur ce qui est réellement essentiel en évitant les redites, au risque de se voir décerner lui aussi le fameux point de Godwin.

### Usages dans les médias
On constate parfois l'emploi de cette expression dans la presse et les médias :
Par exemple, en 2011, la comparaison, par l'homme politique Yves Leterme, de la Radio-télévision belge de la Communauté française à la Radio télévision libre des Mille Collines – cette dernière ayant encouragé le génocide au Rwanda – a été qualifiée par Jean Quatremer de point de Godwin ; l'expression a également été utilisée sur France Inter par Thomas Legrand.
Dans Le Monde, en évoquant un manifestant à Lusaka brandissant un panneau « Chine égale Hitler », une journaliste commente « En Afrique aussi, on peut atteindre le point Godwin ».
Dans Libération, une critique de livre pointe un recours fréquent au point de Godwin : « S'il est répétitif, souvent plus lyrique qu'historique et ne recule devant aucun point « Godwin », le livre de Forbes ne manque pourtant pas d'intérêt ».
Dans Le Figaro, une tribune déplore que « le célèbre point « Godwin » prolifère sur les réseaux sociaux ».

### À l'Assemblée nationale française
En France, Christine Albanel, alors ministre de la Culture et de la Communication, s'est vu en 2009 décerner un point de Godwin par plusieurs journaux en ligne (Numerama, Paperblog, etc.),, lors de l’examen de la loi Création et Internet à l'Assemblée nationale le 12 mars 2009 quand elle a déclaré : « Je suis accablée par toutes les caricatures sur tous les bancs et par l’obstination qui consiste à présenter l’Hadopi comme une sorte d’antenne de la Gestapo, c’est particulièrement ridicule. »
De façon générale, la loi Hadopi a suscité plusieurs points de Godwin aussi bien du côté de ses défenseurs que de ses détracteurs : Maxime Le Forestier, Roschdy Zem et Christophe Lameignère, le président du SNEP.

### Autres
En France, les comparaisons employées par Philippe Val, Frédéric Lefebvre et Bernard Kouchner ont été qualifiées de point de Godwin dans le titre d'un article scandalisé ; dans le cas de Kouchner, les propos évoquaient autant le nazisme que le génocide au Rwanda. Ce fut également le cas pour Christian Estrosi lors du débat sur l'identité nationale en France.

## Généralisation
La loi de Godwin, dont le champ d'application de l’énoncé original est restreint aux discussions sur Usenet, peut se généraliser de la manière suivante :
« Pour tout groupe, il existe un unique thème tel que pour toute discussion au sein de ce groupe, la probabilité que ce thème soit abordé tend vers 1. »
Des manifestations de cette loi généralisée sont par exemple très nombreuses concernant les thèmes liés aux besoins naturels humains.
Une attitude logique devrait conduire à déterminer assez tôt et séparer ce thème unique pour en faire l’objet principal de discussion d’un groupe séparé, et à l’exclure des discussions du groupe initial, en laissant alors à chacun le droit de se déterminer dans cet autre groupe ou de ne pas y participer, ce qui en revanche n’exclut personne du groupe initial tant que le sujet clairement séparé n’y est plus développé.
Cependant des positions tranchées sur ce thème (comme « j’aime » et « je n’aime pas ») sont souvent inconciliables, même dans un groupe séparé spécifiquement autour de ce thème ; il peut alors être utile de créer plusieurs groupes séparés selon la position tranchée prise par chacun, à moins que certains apprécient justement de débattre sans fin en admettant eux-mêmes d’être contredits très souvent, ce qui est possible en créant également un autre groupe « champ de bataille » non destiné à aboutir à une solution concertée mais séparé aussi des groupes tranchés « j’aime » et « je n’aime pas », et en laissant alors chaque groupe compter ses propres membres partisans sur son propre terrain.

## Limites
Bien que tomber sous le coup de la loi de Godwin soit censé faire perdre de sa crédibilité à la personne qui effectue la comparaison, la loi de Godwin elle-même peut être utilisée de façon abusive comme une source de confusion, une diversion ou même une forme de censure, considérant à tort et de façon fallacieuse l'argument de l'adversaire comme une hyperbole (en l'affublant alors du fameux point Godwin) alors même que la comparaison proposée dans cet argument est en fait appropriée. S'il est intéressant de remarquer la facilité avec laquelle nous établissons des analogies avec Hitler et les nazis, à cause de l'aspect extrême et donc discriminant de ces événements, c'est une autre chose d'en déduire que toute analogie de ce genre est nécessairement abusive. Une critique similaire de la « loi » (ou « au moins une version déformée qui prétend interdire toutes comparaisons avec les crimes allemands ») a été faite par Glenn Greenwald.
L'enseignement du nazisme et du fascisme mais aussi de toutes les dictatures en général à l'école a pour but que cela n'arrive plus, en donnant aux futurs citoyens une référence, un exemple de processus ayant conduit à une impasse délétère. Il est bon de se référer à ce processus pour s'en tenir éloigné le plus possible. À aucun moment les allemands n'ont eu conscience de ce qui allait se passer et ce jusque tardivement. La Trilogie Berlinoise de Philippe Kerr retrace parfaitement le glissement de cette époque. Décerner des points Godwin peut alors être outre une censure une stigmatisation.
Un autre détournement de la loi de Godwin consiste à affirmer prématurément que le point Godwin va être atteint, alors que rien n'indique clairement que la discussion s'achemine vers le nazisme. Cette invocation insinuante constitue une échappatoire commode pour éviter de répondre sur le fond, ainsi qu'une tentative de discréditer l'interlocuteur en sous-entendant que son raisonnement n'est pas digne d'intérêt.
Par ailleurs, le fait qu'un intervenant ait atteint le point Godwin à un moment de la discussion ne doit pas inciter à rejeter en bloc les arguments valides qu’il a défendus auparavant : ni ceux qu'il a formulés lui-même, ni ceux d'autres contributeurs qu'il a repris à son compte au fil des discussions.